# (3374) Namur
(3374) Namur (voorlopige aanduiding 1980 KO) is een planetoïde in de buitenste planetoïdengordel, die op 22 mei 1980 werd ontdekt door Henri Debehogne in het La Silla-observatorium van de Europese Zuidelijke Sterrenwacht. De planetoïde werd in 1989 vernoemd naar de stad Namen (Frans: Namur). Henri Debehogne had gestudeerd aan de Université de Namur.
(3374) Namur is een planetoïde van 7 tot 8 km diameter.

## Baan om de Zon
De planetoïde beschrijft een baan om de Zon die gekenmerkt wordt door een perihelium van 2,899 AE en een aphelium van 2,996 AE. De baan wordt ook gekenmerkt door een lage excentriciteit van 0,017. De planetoïde heeft een periode van 5,060 jaar (of 1848,18 dagen).